# Mureïna
La mureïna, terme sovint utilitzat com a sinònim de peptidoglicà, és el peptidoglicà predominant en la paret bacteriana dels bacteris i està formada per N-acetilglucosamina (NAG),N-acetilmuràmic (NAM) i un tetrapèptid, que conformen la subunitat elemental de la mureïna que es va repetint per formar la paret cel·lular bacteriana.
La N-acetilglucosamina (NAG) està unida al N-acetilmuràmic (NAM) mitjançant un enllaç glucosídic β(1→4), mentre que el tetrapèptid —format per L-alanina, àcid D-glutàmic, L-Lisina o àcid diaminopimèlic (DAP), i D-alanina—, està unit al N-acetilmuràmic (NAM).
La molècula de mureïna polimeritza mitjançant enllaços glucosídics β(1→4) entre els monosacàrids de dues subunitats diferents, i enllaços peptídics entre el tercer aminoàcid d'una subunitat i el quart aminoàcid de la següent. Ambdós enllaços covalents defineixen la molècula. Tanmateix, s'ha comprovat que l'enllaç peptídic és quantitativament menys important que l'enllaç glucosídic que en E. coli s'ha estimat en un 75%, respecte al 25% de l'enllaç peptídic.
En els bacteris Gram-negatius els ponts intercatenaris s'estableixen mitjançant enllaços peptídics directament entre el tercer aminoàcid d'una subunitat de mureïna i l'aminoàcid D-alanina terminal de la següent subunitat. En canvi, en bacteris Gram-positius aquest enllaç s'estableix mitjançant diversos aminoàcids addicionals que fan de pont, el número i la constitució dels quals depèn del tipus de microorganisme.